# Euproctis arrogans
Euproctis arrogans är en fjärilsart som beskrevs av Lucas 1900. Euproctis arrogans ingår i släktet Euproctis och familjen tofsspinnare. Inga underarter finns listade i Catalogue of Life.